# 史鹤鸣
史鹤鸣，生卒年待考，清末宁波府鄞县人，中国早期机器制造业、烟草业实业家。

## 生平
早年赴上海于源昌机器厂做学徒出身。后历任英商祥生船厂（1862年英商于上海浦东陆家嘴开设，今上海船厂）职工、工头、监督。再任职英美烟公司买办，资本渐丰。1915年，在上海创办以自己姓名命名的史鹤记机器厂，是后来著名的上海冲剪机床厂的前身。向王生岳定制万能铣床，是中国首台自制工业用铣床。1916年，试制卷烟成功，并小批量生产，成为中国最早民族卷烟机制造厂。1925年，五卅运动爆发后，史辞去英美烟公司职务，入职南洋兄弟烟草公司，任总领班（相当于今总经理）。1930年，于南洋烟草公司辞职，专营史鹤记机器厂。